# La Cavalière Elsa
La Cavalière Elsa est un roman de Pierre Mac Orlan publié pour la première fois en 1921 aux éditions de la NRF.
Il obtint en 1922 le Prix de La Renaissance.
La Cavalière Elsa était conçu par son auteur comme s'intégrant dans une trilogie qui avait pour « tâche de refléter l'inquiétude européenne depuis 1910 jusqu'à nos jours » et comprendrait La Vénus internationale (1923) ainsi que Le Quai des brumes (1927).
La Cavalière Elsa est adapté en bande dessinée par Jean Cubaud en 2010.

## Adaptation au théâtre
Le dramaturge Paul Demasy en tira une adaptation pour le théâtre en 1925. La pièce fut représentée au Studio des Champs-Élysées, dans une mise en scène de Gaston Baty. La pièce est assez éloignée du roman. Ainsi Gabriel Roissy écrit : « Paul Demasy n'a emprunté que le thème, les personnages et leurs noms, quelques phrases et la rumeur des faits. Pour tout le reste il a créé une affabulation nouvelle, s'attachant, encore plus que le romancier à déterminer le sens abstrait de ses héros, la valeur et la direction abstraite de leurs actions ».